# Кожевниково (Кемеровская область)
Кожевниково — деревня в Юргинском районе Кемеровской области России. Входит в состав Проскоковского сельского поселения.

## География
Деревня находится в северо-западной части области, на берегах реки Малая Чёрная, на расстоянии примерно 34 километров (по прямой) к северо-северо-западу (NNW) от районного центра города Юрга. Абсолютная высота — 153 метра над уровнем моря.
Часовой пояс
Деревня Кожевниково, как и вся Кемеровская область, находится в часовой зоне МСК+4. Смещение применяемого времени относительно UTC составляет +7:00.

## История
Основано в 1868 году. В 1911 году в деревне, входившей в состав Варюхинской волости Томского уезда, имелось 56 дворов и проживало 269 человек (138 мужчин и 131 женщина). Действовали училище Министерства внутренних дел, хлебозапасный магазин и два торговых заведения.
По данным 1926 года имелось 108 хозяйств и проживало 498 человек (в основном — русские). В административном отношении деревня являлась центром Кожевниковского сельсовета Болотнинского района Томского округа Сибирского края.

## Население
| 2010 |
| ---- |
| 166  |

Половой состав
По данным Всероссийской переписи населения 2010 года в гендерной структуре населения мужчины составляли 50 %, женщины — соответственно также 50 %.
Национальный состав
Согласно результатам переписи 2002 года, в национальной структуре населения русские составляли 88 % из 154 чел.

## Улицы
Уличная сеть деревни состоит из четырёх улиц и одного переулка.